# 越南通訊社
越南通訊社（越南语：／?；英语：Vietnam News Agency，缩写VNA），簡稱越通社，是越南國家通訊社，始建於1945年9月2日。越通社是越南官方消息來源，負責對外發佈越南黨和政府的訊息和文件。
在越南南方共和國，越南南方民族解放陣線的喉舌是解放通讯社，1976年，越南南方共和國與越南民主共和國合併為越南社會主義共和國，解放通讯社亦并入越通社。

## 外部連結
- 官方网站
- 越南通訊社的Facebook專頁（越南文）
- 越南通訊社的Facebook專頁（简体中文）
- YouTube上的越南通訊社頻道（越南文）